# Катеј (Северна Дакота)
Катеј (енгл. Cathay) град је у америчкој савезној држави Северна Дакота.

## Демографија
По попису из 2010. године број становника је 43, што је 13 (-23,2%) становника мање него 2000. године.
| Група             | 2000.      | 2010.      |
| Белци             | 54 (96,4%) | 42 (97,7%) |
| Афроамериканци    | 0 (0,0%)   | 0 (0,0%)   |
| Азијати           | 0 (0,0%)   | 0 (0,0%)   |
| Хиспаноамериканци | 1 (1,8%)   | 0 (0,0%)   |
| Укупно            | 56         | 43         |